# 小林清
小林 清（こばやし きよし、1936年（昭和11年）10月10日 - ）は、日本の政治家。元新潟県燕市長（1期）。

## 来歴
- 1936年10月10日 新潟県西蒲原郡地蔵堂町に生まれる。
- 1955年3月 新潟県立巻高等学校卒業。
- 1955年4月 西蒲原郡分水町職員となる。
- 1995年 分水町職員を退職。分水町商工会事務局長に就任。
- 1999年4月 分水町長に就任。
- 2003年4月 分水町長に再選、通算2期7年務める。
- 2006年4月23日 合併後初の市長選挙で当選、燕市長に就任。